# 绍梅日
绍梅日（法語：Chaumergy，法語發音：[ʃomɛʁʒi]）是法国汝拉省的一个市镇，位于该省西部，属于隆斯勒索涅区。

## 地理
绍梅日（46°50'46"N, 5°28'40"E）面积6.14 平方千米，位于法国勃艮第-弗朗什-孔泰大區汝拉省，该省份为法国东部内陆省份，北起上索恩省，西北接科多尔省，西临索恩-卢瓦尔省，南至安省，东与杜省和瑞士接壤。
与绍梅日接壤的市镇（或旧市镇、城区）包括：富勒奈、布瓦德冈、拉沙萨涅、布雷斯地区拉绍、科默纳耶、弗朗什维尔、勒维莱、博韦尔努瓦。

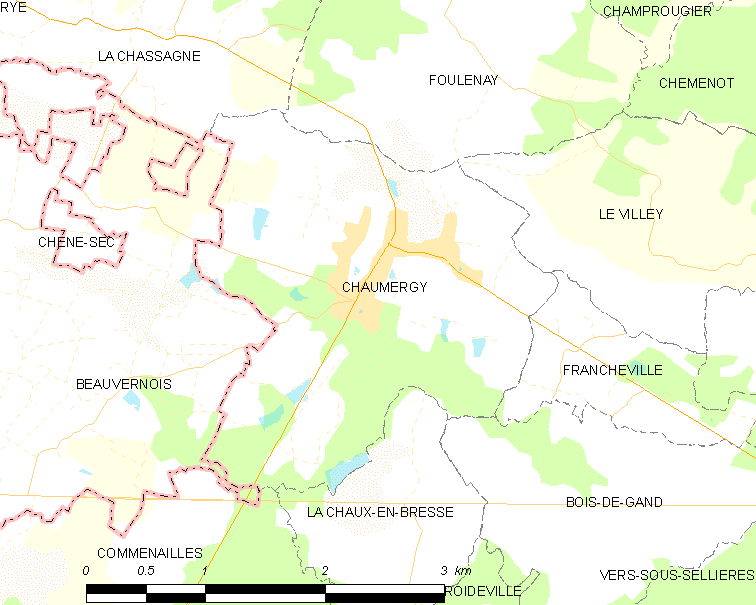
绍梅日的OSM定位图

绍梅日的时区为UTC+01:00、UTC+02:00（夏令时）。

## 行政
绍梅日的邮政编码为39230，INSEE市镇编码为39124。

## 政治
绍梅日所属的省级选区为布莱特朗县。

## 人口

1962-2008年间绍梅日人口变化图示

绍梅日于2022年1月1日时的人口数量为505人。